# Edgars Bondars
Edgars Bondars (ur. 10 października 1969 w Viļace) – łotewski dyplomata, w latach 2017–2021 ambasador Łotwy w Polsce, w latach 2018–2022 ambasador w Rumunii i Bułgarii. Od 2023 ambasador Łotwy w Mołdawii. 

## Życiorys
Ukończył szkołę średnią w rodzinnej miejscowości Viļaka, kształcił się także w dziedzinie muzyki. W latach 1987–1993 uczęszczał na studia na Wydziale Prawa Uniwersytetu Łotewskiego. W 1994 roku rozpoczął karierę w dyplomacji, pracował m.in. jako III sekretarz w Ambasadzie Łotwy w USA, a także jako zastępca szefa misji w Czechach (2006–2011). W 2013 roku został ambasadorem w Uzbekistanie, od 2015 roku był także akredytowany w Tadżykistanie.
W 2017 roku złożył listy uwierzytelniające prezydentowi Andrzejowi Dudzie, rozpoczynając karierę ambasadora w Polsce. W 2018 roku został ambasadorem w Bułgarii i Rumunii.
W latach 2021–2023 pełnił funkcję dyrektora sekretariatu MSZ Łotwy ds. przygotowań szczytu Inicjatywy Trójmorza. Na początku 2023 został ambasadorem ds. migracji przy Dyrektoriacie Unii Europejskiej. 
W 2023 złożył listy uwierzytelniające prezydent Mołdawii Mai Sandu, rozpoczynając misję ambasadora pełnomocnego i nadzwyczajnego w tym kraju.